# Tajoom Uk’ab K’ahk’
Tajoom Uk’ab K’ahk’ (zm. 1 października 630) – władca Kaan (nazywanego też „Królestwem Węża”). Zasiadł na tronie w roku 622.